# Planera vodní
Planera vodní (Planera aquatica) je druh rostliny z čeledi jilmovité a jediný recentní druh rodu planera. Je to nevysoký strom nebo keř s jednoduchými, střídavými, pilovitými listy a drobnými květy, které jsou opylovány větrem. Plodem je oříšek (někdy označovaný jako peckovice) s dužnatým, laločnatým oplodím. Druh se vyskytuje na vlhkých stanovištích jihovýchodu USA. V České republice je planera vzácně pěstována jako sbírková dřevina. Planera je někdy lidově nazývána „vodní jilm“ (water elm).

## Popis
Planera je opadavý, beztrnný strom se širokou a nízkou korunou, dorůstající výšky do 12 metrů. Někdy mívá jen keřovitý vzrůst. Borka bývá šedá nebo světle hnědá, šupinovitě odlupčivá. Listy jsou jednoduché, střídavé, dvouřadě uspořádané, řapíkaté, na okraji nepravidelně pilovité, se zpeřenou žilnatinou a volnými, brzy opadávajícími  palisty. Čepel je 3 až 8 cm dlouhá a asi 2,5 cm široká, kosočtverečně vejčitá až vejčitě podlouhlá, se zaokrouhlenou až klínovitou, jen málo asymetrickou bází, na vrcholu špičatá.
Květy jsou převážně jednopohlavné, obvykle však bývá v květenství přítomno i několik oboupohlavných květů. Květy vyrůstají ve svazečcích na uzlinách jednoletých větévek. Kalich je hluboce čtyř nebo pětilaločný, koruna chybí. Okvětí je na samičích květech často redukované nebo chybí. Tyčinek je stejný počet jako kališních lístků. Semeník je stopkatý, nese 2 zahnuté čnělky a obsahuje jedinou komůrku.
Plody jsou vejcovité až elipsoidní, zploštělé, asi 1 cm dlouhé, stopkaté, na povrchu s nepravidelnými dužnatými výrůstky. Plod bývá označován za oříšek nebo za peckovici. Semena jsou vejcovitá.

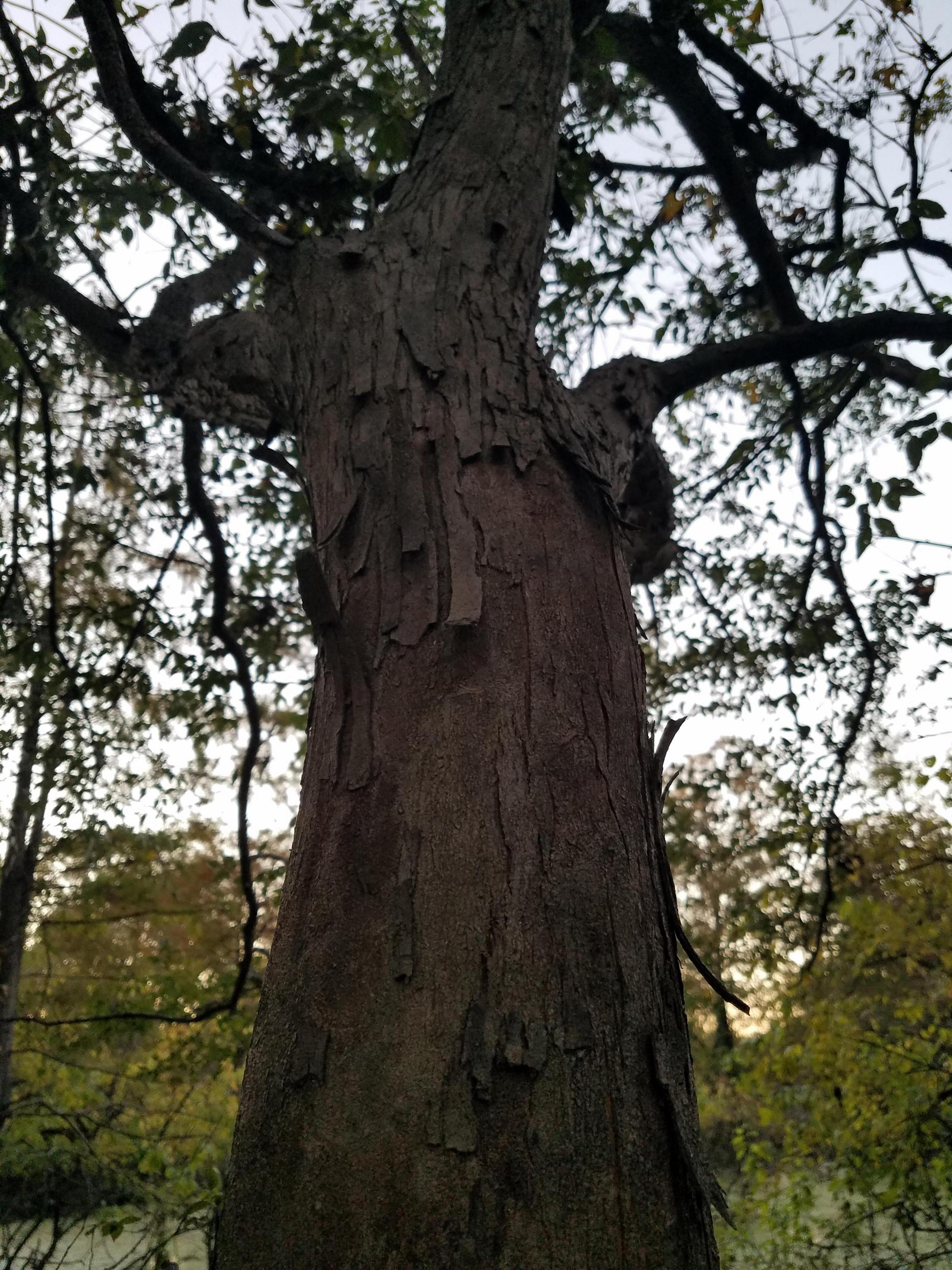
Kmen planery
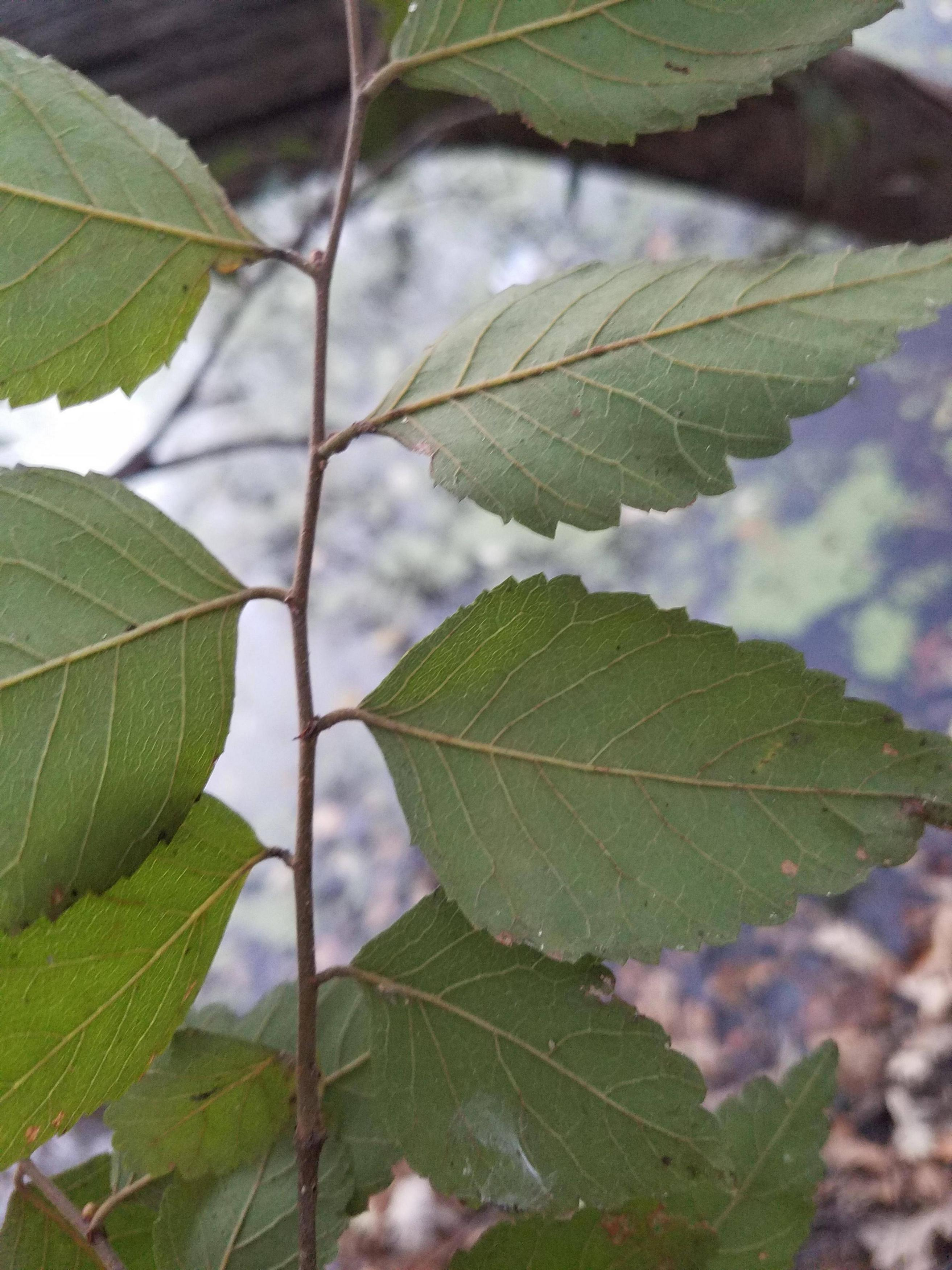
Detail olistění
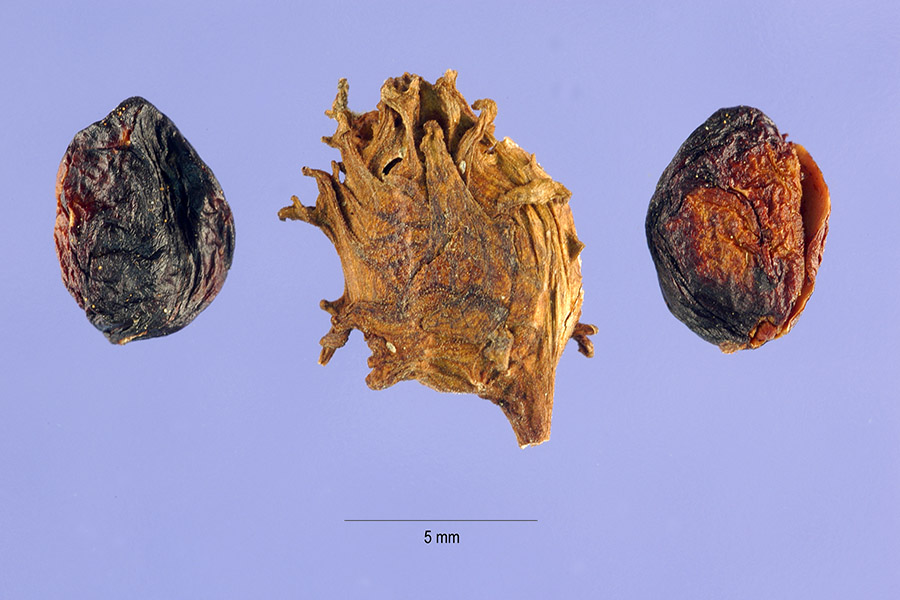
Plody planery

## Rozšíření
Planera se vyskytuje v jihovýchodních a jižních oblastech USA od východního Texasu po Jižní Karolínu, na sever po nejjižnější Illinois. Na Floridě roste pouze v severní části státu. Roste v nadmořských výškách do 200 metrů na vlhkých a podmáčených stanovištích, jako jsou bažiny, okraje pomalu tekoucích vodních toků a zaplavovaná úžemí. Často tvoří rozlehlé porosty.

## Ekologické interakce
Květy planery jsou opylovány větrem. Plody nejsou na rozdíl od řady jiných zástupců jilmovitých křídlaté a šíří se vodou.
Zimní pupeny bývají často napadány hálkotvorným hmyzem, vytvářejícím chlupaté kulovité hálky.
Z dřevokazných hub způsobuje hnilobu dřeva zejména lesklokorka lesklá (Ganoderma lucidum) a choroš Daedalea ambigua.

## Taxonomie
Mezi blízce příbuzné rody náleží Ulmus (jilm) a Zelkova (zelkova).

## Význam
Planera je v České republice velmi zřídka pěstována v arboretech a botanických zahradách jako sbírková dřevina. Je uváděna například ze sbírek Arboreta Žampach.